# Pristoceraea angustata
Pristoceraea angustata är en fjärilsart som beskrevs av James John Joicey och Talbot 1924. Pristoceraea angustata ingår i släktet Pristoceraea och familjen nattflyn. Inga underarter finns listade i Catalogue of Life.